# Майкл Фінк
Едвард Майкл Фінк (англ. Edward Michael Fincke, 14 березня 1967, Піттсбург, Пенсільванія США) — підполковник ВПС США, астронавт. 272-й астронавт США, 433-й астронавт світу.

## Біографія
Едвард Майкл Фінк народився у місті Піттсбург, штат Пенсильванія. У 1985 р. вступив до Массачусетського технологічного інституту, який закінчив у 1989 році зі ступенями бакалавра наук з аеронавтики і астронавтики та бакалавра наук в галузі наук про Землю, атмосферу і планетології. Потім він продовжив навчання в Стенфордському університеті, де в 1990 році здобув ступінь магістра наук з аеронавтики і астронавтики, а в 2001 році в Університеті Г'юстона — ступінь магістра в галузі фізичних наук (з планетарної геології).
З 1990 року Майкл Фінк служить у ВПС США. Спочатку проходив службу в Центрі космічних і ракетних систем на авіабазі ВПС в Лос-Анджелесі на посаді інженера з космічних систем. У 1994 році закінчив Школу льотчиків-випробувачів ВПС на авіабазі Едвардс. Після цього він служив у 39-й льотно-випробувальній ескадрильї на авіабазі ВПС Еглін (штат Флорида). У січні 1996 року Фінк прибув на авіабазу Гіфу в Японії і брав участь в американсько-японській програмі випробувань винищувача XF-2.
Має наліт понад 800 годин на більш ніж 30 типах літаків.
У квітні 1996 року Майкл Фінк був відібраний до загону астронавтів NASA (16-й набір). У 1998 році після закінчення курсу ОКП отримав кваліфікацію спеціаліста польоту.
У 1999—2002 роках Майкл Фінк проходив підготовку у складі дублюючих екіпажів МКС-4 і МКС-6, а з січня по квітень 2004 року готувався в основному екіпажі МКС-9.
Свій перший космічний політ зробив з 19 квітня по 24 жовтня 2004 року як бортінженер ТК «Союз ТМА-4» і МКС за програмою 9-ї основної експедиції, разом з Г. І. Падалкою.
У вересні 2005 року М. Фінк розпочав підготовку у складі дублюючого екіпажу тринадцятої експедиції на МКС.
Був командиром експедиції МКС-18, яка стартувала 12 жовтня 2008 року на кораблі Союз ТМА-13. Має навички розмовної російської та японської мови.

## Нагороди
Майкл Фінк нагороджений медалями ВПС США і NASA.

## Родина
Одружений, двоє дітей.